# LGBT

代表LGBT社群的彩虹旗

或群体，常称为，通常被认为指所有性取向少数或性别少数群体。其中“LGBTQ”是女同性戀者（Lesbian）、男同性戀者（Gay）、雙性戀者（Bisexual）、跨性別者（Transgender）与酷儿（Queer）的英文首字母縮略字，“+”代表其他性少数群体。

## 含义

### 词源
1990年代，由於「同性戀社群」一詞無法完整體現相關群體，「LGBT」一词便應運而生、並逐漸普及。在現代用語中，「LGBT」一詞、除了狹義的指同性戀、雙性戀或跨性別族群，也可廣泛代表所有非異性戀者。另外，也有在詞語後方加上字母「Q」，代表酷兒（Queer）和/或對其性別認同感到疑惑的人（Questioning），即是。現今已獲得了許多英語系國家中多數族群和媒體的認同及採用。
坊間有不少LGBT的資源中心，提供不少有關LGBT的中文文章，包括醫學、心理學、社會科學及法律的文章，是一個研究LGBT議題人士搜尋資料的地方。然而，「LGBT」的用法並非沒有爭議。部分雙性人（intersex）認為自己也屬於族群中，因此支持使用。也有個別族群不認為自己和LGBT所涵蓋的其他族群有所關聯。有人基於「同性戀分離主義」思想，認為男、女同性戀者應脫離其他族群成為另一個團體，理由是跨性別和變性者与同性戀人士不同。有人則認為“LGBT”這個用語太過政治正確，企圖將多元性別族群劃入灰色地帶，意味著包含主流性別族群的問題和優先權都獲得了平等的考量。

### 變体

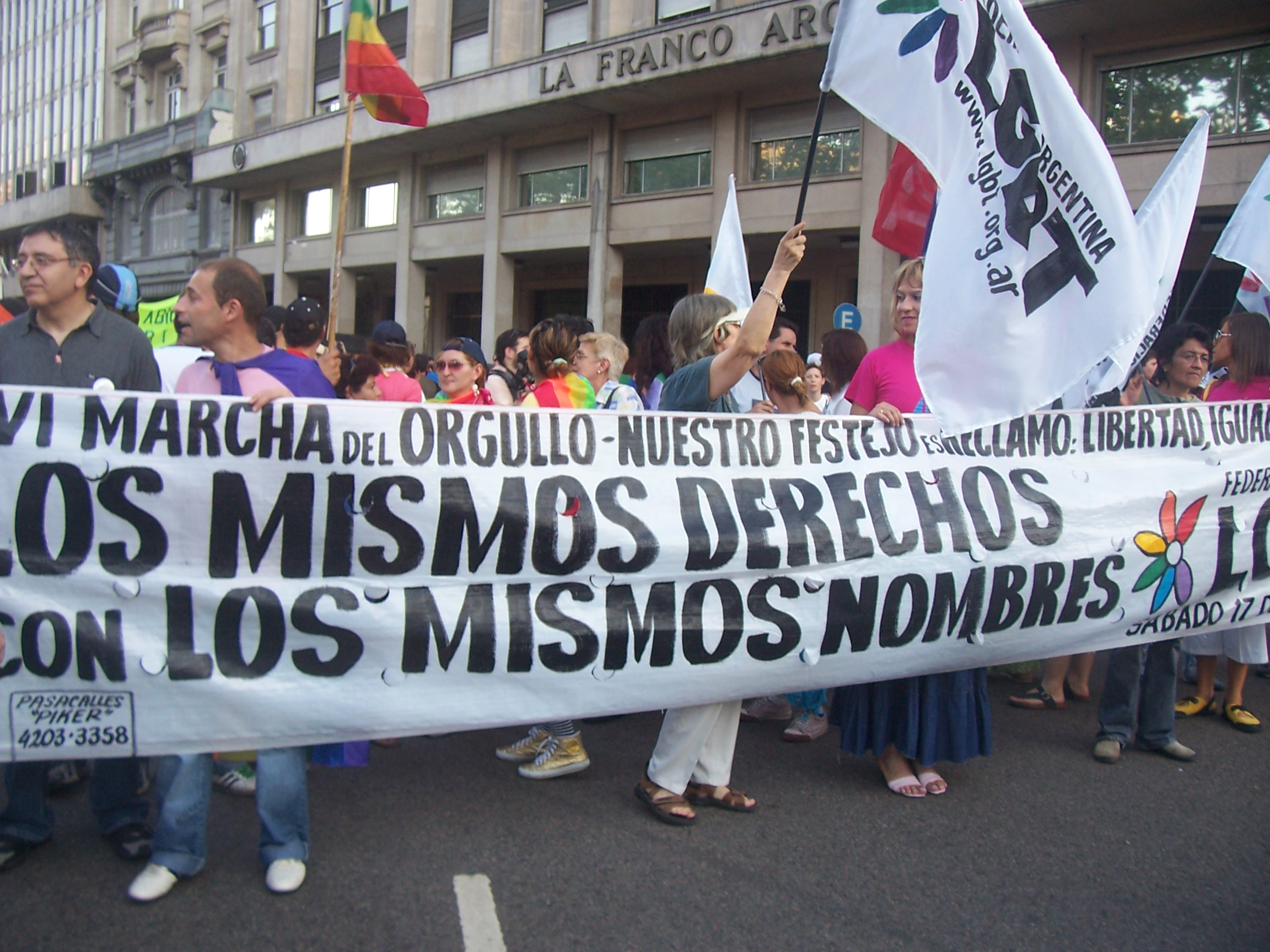
2007年于布宜诺斯艾利斯举行的骄傲游行，旗帜上印有LGBT字样

“LGBT”有许多变体用法，有些只是改變其字母排列順序。和是最常用的两种。有些人會使用來表示LGBT和相關社群。在不包含跨性別者時，它就變成。它也可能加入兩個“Q”来代表酷兒與疑性恋，變成“LGBTQ”或“LGBTQQ”；加入一個“I”來代表雙性人，變成；加入另一個“T”來代表變性人或異裝癖，變成；加入一個“A”來代表無性戀（asexual）或直同志，變成。如果以上全部都包含進去的話，就變成，不過這種用法極為少見。进入2010年代後，因作为更广泛，更有包容性的缩写词而开始流行起来。（释义：其中 “Q”表示 “Queer”或“Questioning”，即酷儿与疑性恋；“I”表示“Intersex”，即双性人；“A”表示无性恋（“Agender”）或直同志（“Ally”））臺灣則有的用法，其中的“S”指的是「直同志（Tonzhi-Friendly Straight）」。此外還有表示「不確定」的「U」；雙靈的「TS」和「2」；多角戀或泛性戀的「P」；好奇的「C」；和代表全性戀或其他的「O」，連寫可為。在印度，被用於包含第三性別身份的海吉拉及相關亞文化，「H」代表受艾滋病毒影響的人。
泛性恋和酷儿经常被归类在双性恋之下；变性人和双性人被部分人归类在跨性别之下，但这种归类遭到变性人和双性人的反对。各种变体的字母顺序并不统一，除了上文提到的以或两种，也有其它以任意顺序排列的情况，但不如前两种常见。一词的各种变体并没有任何政治意味，但是反应了使用者对不同群体或个体的偏好。
非裔美国人同性恋社群为了与白人主导的同性恋社群区分，倾向保用“同性之爱”（Same gender loving）。医学界倾向于使用“MSM”（Men who have sex with men）来形容一个人的同性倾向。在2000年代，“性与性别认同少数群体”（Minority sexual and gender identities）被引入以形容以上所有的群体。其它的首字母缩略字，如、等曾被提出但没有得到广泛使用。

### 爭議

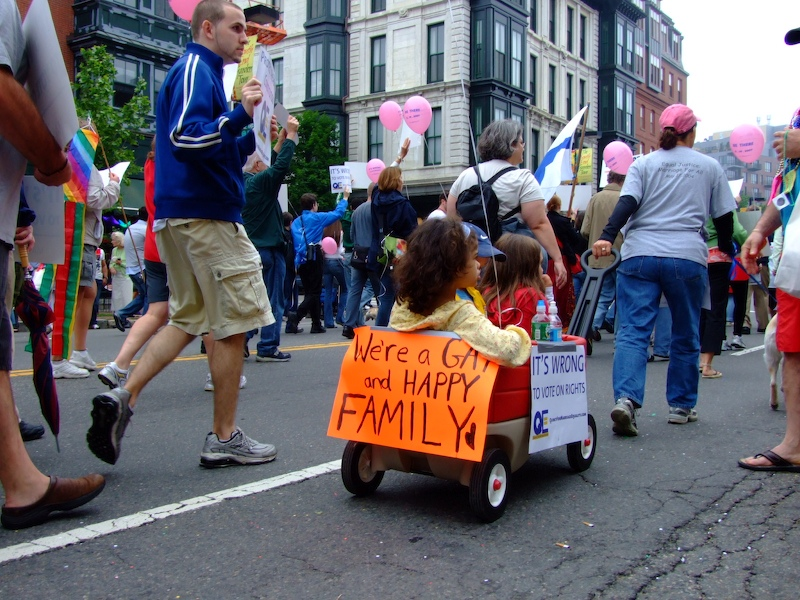
一些LGBT家庭并不希望学者将他们当作非异性恋研究。图为2007年骄傲游行上的同性恋家庭

或并没有得到所有人的认同。一些人认为跨性别及双性人和同性恋及双性恋并不同，因此前者不应该和后者放在一起。这种观点认为跨性别的焦点在于性别认同而与性倾向无关，而LGB群体的焦点在于性倾向或者被何种性别吸引。这种区别带来的显著影响是LGB群体与跨性别的政治诉求不同。LGB运动通常在于争取同性婚姻的权益以及人权，而跨性别的政治诉求不在于此。同样，双性人希望加入LGBT群体而合称为“LGBTI”，但是部分人认为双性人与LGBT群体不同而希望将他们排除在外。
与前面提到的问题相反的是，LGBT社群里存在同性恋分离主义。持这种观点的人认为男同性恋和女同性恋应该与LGBTQ群体分开成立自己的社群。尽管并没有明显的个人或组织推动相关的提议，但这种呼声一直都存在于LGBT社群中。有时候男女同性恋会否认任何非单性恋的存在，也拒绝承认非单性恋的平等权利。这可能会导致公开的双性恋恐惧症和跨性别恐惧症。
许多人寻求更合适的词汇来代替现有的，比如“酷儿”和“彩虹”，但是这些词并没有得到广泛的认可。“酷儿”有太多的负面联想，尤其让年长的人想起LGBT群体受到迫害的时期。许多年轻人也明白“酷儿”比拥有更多的政治含义。而“彩虹”则容易让人想起嬉皮士和新纪元运动。
“社群”或“社群”无所不包的含义不受部分男女同性恋者的欢迎，一些人并不接受争取LGBT权益总与骄傲游行联系在一起。也有人认为将所有的非异性恋归在一起会强化同性恋和双性恋与其他人不同的刻板印象。和主流同性恋活动人士相比，持这种观点的人较少。由于异性恋缺乏对群体内部的了解，人们通常认为所有的人士都支持权益和提升性别和性倾向少数群体在社会中的可见度。

## 历史
1960年代性革命之前，社会上并没有专门指代非异性恋的中立词汇。最接近中立的词汇是1860年代出现的“第三性”，但这个词并没有在社会上得到广泛接受。第一个广泛传播的词汇是“同性恋”，但是这个词在1950和1960年代被认为有贬义，所以一度被“同性爱”代替，1970年代被“gay”代替 。随着女同性恋受到越来越多的关注，和的使用变得普遍。女同性恋组织比利提斯的女儿在1970年代提出了女同性恋社群应该更注重哪个方向的争议——应该更关注于女权运动还是同性恋权益。身兼女同性恋身份的女权主义者认为男女平等应优先考量，认为性别分工和男女气质被这个群体认为是父权的象征，不参与当时在酒吧流行的性别角色游戏，也回避男同性恋沙文主义；一些女同性恋的女权主义者不愿意和男同性恋者一起工作。持本质主义观点的女同性恋认为自己生来即为同性恋，倾向于用这个词来形容自己的性倾向，并认为同性恋分离主义和女权主义者的愤怒观点不利于争取同性恋权益。这种态度迅速被双性恋和跨性别人士认可，并一起寻求更大社群的认同。在石墙暴动后的一段时间，即1970和1980年代，男同性恋和女同性恋皆对双性恋和跨性别人士的接纳程度有所降低。双性恋被认为是不敢出柜或不能自我认同的同性恋，而跨性别被认为其行为偏离了人们对性别的刻板印象。每个社群都发展出了各自的自我认同，其中包括是否接受其他性别的族群以及如何与其他性别相处的问题，然而这些争论持续至今。
第一次于1988年在美国出现。1990年代，作为中立词汇被用来称呼这四个群体以表示尊重。尽管LGBT群体内部对不同群体的接纳程度不一且有不少争论，但一词的使用还是被认为是包容的积极象征。尽管“LGBT”一词没能体现非异性恋中的所有小群体，但这些未能体现的群体通常也被认为是“LGBT”所涵盖的一部分。总的来说，“LGBT”一词一直尽量把被边缘化的群体包含到该词的意义里。

## 权利
LGBTQ人群所享有的法律权利因国家或司法管辖区不同而差异巨大。影响LGBTQ人群的无论正负面的法律包括但不限于：
- 同性婚姻的法律承认
- 有关同性育儿（包括同性收养）的法律
- 在就业、住房、教育、公共服务与设施等方面的反歧视法
- 仇恨犯罪法对针对LGBTQ人群的偏见暴力行为加重刑事处罚
- 影响跨性别者进入按性别隔离的设施的卫生间法案
- 将双方自愿的同性性行为定为犯罪的鸡奸法
- 将LGBTQ人群身份或组织、表达等直接定为犯罪或处罚
- 关于获得性别确认手术和性别确认激素替代疗法的法律
- 对其肯定性别的法律承认与便利措施

即使在对LGBTQ权利有强有力保护的司法管辖区， LGBTQ人群仍然可能遭受歧视。

## 旗幟

彩虹旗
雙性戀驕傲旗幟
泛性戀驕傲旗幟
無性戀驕傲旗幟
跨性別驕傲旗幟
性別酷兒驕傲旗幟
雙性人驕傲旗幟
唇膏女同性恋驕傲旗幟
國際熊族旗幟
皮革自豪之旗
流動性別驕傲旗幟
以色列跨性別和性別酷兒
南非彩虹旗